# Yoko Tsuno (personnage)
Cet article traite du personnage, pour la série de bande dessinée, voir Yoko Tsuno.
Yoko Tsuno est le personnage éponyme de la série de bande dessinée créée en 1969 par Roger Leloup. C'est une jeune électronicienne japonaise, vivant en Belgique. Elle est également l'héroïne d'un roman du même auteur paru en 1991 : L'Écume de l'aube, qui évoque son enfance et sa jeunesse.

## Description
Yoko Tsuno est née le 25 décembre 1969 sur l'île de Kyūshū au Japon, de parents japonais : son père, Seiki Tsuno, est géophysicien et sa mère, Masako Ishida, femme au foyer. Sa grand-mère est chinoise. Le jardinier du monastère proche du domicile familial, Aoki, un ancien kamikaze sauvé par son grand-père Onoué Tsuno, lui a inculqué dans son enfance les valeurs d'honneur. Après des études d'ingénieur en électronique, elle émigre en Europe pour travailler dans la recherche. En attendant d'être embauchée par un laboratoire, elle vit de petits boulots. C'est alors qu'elle rencontre Vic Vidéo et Pol Pitron, qui lui proposeront de se joindre à eux en tant qu'ingénieur du son pour des reportages. C'est le début de nombreuses aventures et d'une longue amitié.
Très sentimentale, l'auteur affiche plus explicitement ses sentiments à partir du 7e album, La Frontière de la vie. Elle adopte dans le 16e album, Le Dragon de Hong Kong, une petite orpheline chinoise, Rosée du matin. Elle a une relation tendre avec Vic, mais non explicite, qui se révèle à partir de Le Feu de Wotan.
On en apprend plus sur sa famille dans La Spirale du temps où un voyage dans le temps en 1943 lui permet de rencontrer son grand-oncle le colonel Toshio Ishida en garnison à Sulawesi, ce qui nous permet d'apprendre l'origine de son prénom qui était celui de la poupée préférée de sa mère. Ses descendants, les cousins de Yoko gèrent une exploitation forestière ; ils adopteront Monya, une jeune fille venue du 39e siècle.
À partir de La Servante de Lucifer, Yoko quitte la Belgique pour s'installer en Écosse, non loin du château de Cécilia, dont elle a fait la connaissance dans La Proie et l'Ombre. Elle y réside avec Vic, Pol, Mieke, Rosée, Émilia et le robot vinéen Angela, ainsi que Bonnie à partir de Le Maléfice de l'améthyste.

### Arbre généalogique
|               |               |               |               |               |               |             |             |                            |                            |                            |                            |                            |                            |                          |                          |                          |                          |             |             |                |             |            |            |                |                |                |                |                |                |  |  | ???            |                |                |                |                |                |  |  |               |               |               |               |               |               |              |              |              |              |        |        |        |        |
|               |               |               |               |               |               |             |             |                            |                            |                            |                            |                            |                            |                          |                          |                          |                          |             |             |                |             |            |            |                |                |                |                |                |                |  |  |                |                |                |                |                |                |  |  |               |               |               |               |               |               |              |              |              |              |        |        |        |        |
|               |               |               |               |               |               |             |             |                            |                            |                            |                            |                            |                            |                          |                          |                          |                          |             |             |                |             |            |            |                |                |                |                |                |                |  |  |                |                |                |                |                |                |  |  |               |               |               |               |               |               |              |              |              |              |        |        |        |        |
|               |               |               |               | Onoué Tsuno   | Onoué Tsuno   | Onoué Tsuno | Onoué Tsuno | Onoué Tsuno                | Onoué Tsuno                |                            |                            | Hiroko Ogawa née Lai-Chi   | Hiroko Ogawa née Lai-Chi   | Hiroko Ogawa née Lai-Chi | Hiroko Ogawa née Lai-Chi | Hiroko Ogawa née Lai-Chi | Hiroko Ogawa née Lai-Chi |             |             |                |             |            |            | Kiyoshi Ishida | Kiyoshi Ishida | Kiyoshi Ishida | Kiyoshi Ishida | Kiyoshi Ishida | Kiyoshi Ishida |  |  | Nobuko Yamada  | Nobuko Yamada  | Nobuko Yamada  | Nobuko Yamada  | Nobuko Yamada  | Nobuko Yamada  |  |  | Toshio Ishida | Toshio Ishida | Toshio Ishida | Toshio Ishida | Toshio Ishida | Toshio Ishida |              |              | Yukiyo       | Yukiyo       | Yukiyo | Yukiyo | Yukiyo | Yukiyo |
|               |               |               |               | Onoué Tsuno   | Onoué Tsuno   | Onoué Tsuno | Onoué Tsuno | Onoué Tsuno                | Onoué Tsuno                |                            |                            | Hiroko Ogawa née Lai-Chi   | Hiroko Ogawa née Lai-Chi   | Hiroko Ogawa née Lai-Chi | Hiroko Ogawa née Lai-Chi | Hiroko Ogawa née Lai-Chi | Hiroko Ogawa née Lai-Chi |             |             |                |             |            |            | Kiyoshi Ishida | Kiyoshi Ishida | Kiyoshi Ishida | Kiyoshi Ishida | Kiyoshi Ishida | Kiyoshi Ishida |  |  | Nobuko Yamada  | Nobuko Yamada  | Nobuko Yamada  | Nobuko Yamada  | Nobuko Yamada  | Nobuko Yamada  |  |  | Toshio Ishida | Toshio Ishida | Toshio Ishida | Toshio Ishida | Toshio Ishida | Toshio Ishida |              |              | Yukiyo       | Yukiyo       | Yukiyo | Yukiyo | Yukiyo | Yukiyo |
|               |               |               |               |               |               |             |             |                            |                            |                            |                            |                            |                            |                          |                          |                          |                          |             |             |                |             |            |            |                |                |                |                |                |                |  |  |                |                |                |                |                |                |  |  |               |               |               |               |               |               |              |              |              |              |        |        |        |        |
|               |               |               |               |               |               |             |             |                            |                            |                            |                            |                            |                            |                          |                          |                          |                          |             |             |                |             |            |            |                |                |                |                |                |                |  |  |                |                |                |                |                |                |  |  |               |               |               |               |               |               |              |              |              |              |        |        |        |        |
| Chizuka Tsuno | Chizuka Tsuno | Chizuka Tsuno | Chizuka Tsuno | Chizuka Tsuno | Chizuka Tsuno |             |             | Hiromi Tsuno mariée à Goro | Hiromi Tsuno mariée à Goro | Hiromi Tsuno mariée à Goro | Hiromi Tsuno mariée à Goro | Hiromi Tsuno mariée à Goro | Hiromi Tsuno mariée à Goro |                          |                          | Seiki Tsuno              | Seiki Tsuno              | Seiki Tsuno | Seiki Tsuno | Seiki Tsuno    | Seiki Tsuno |            |            | Masako Ishida  | Masako Ishida  | Masako Ishida  | Masako Ishida  | Masako Ishida  | Masako Ishida  |  |  | Hiroshi Ishida | Hiroshi Ishida | Hiroshi Ishida | Hiroshi Ishida | Hiroshi Ishida | Hiroshi Ishida |  |  | Izumi Ishida  | Izumi Ishida  | Izumi Ishida  | Izumi Ishida  | Izumi Ishida  | Izumi Ishida  |              |              | ???          | ???          | ???    | ???    | ???    | ???    |
| Chizuka Tsuno | Chizuka Tsuno | Chizuka Tsuno | Chizuka Tsuno | Chizuka Tsuno | Chizuka Tsuno |             |             | Hiromi Tsuno mariée à Goro | Hiromi Tsuno mariée à Goro | Hiromi Tsuno mariée à Goro | Hiromi Tsuno mariée à Goro | Hiromi Tsuno mariée à Goro | Hiromi Tsuno mariée à Goro |                          |                          | Seiki Tsuno              | Seiki Tsuno              | Seiki Tsuno | Seiki Tsuno | Seiki Tsuno    | Seiki Tsuno |            |            | Masako Ishida  | Masako Ishida  | Masako Ishida  | Masako Ishida  | Masako Ishida  | Masako Ishida  |  |  | Hiroshi Ishida | Hiroshi Ishida | Hiroshi Ishida | Hiroshi Ishida | Hiroshi Ishida | Hiroshi Ishida |  |  | Izumi Ishida  | Izumi Ishida  | Izumi Ishida  | Izumi Ishida  | Izumi Ishida  | Izumi Ishida  |              |              | ???          | ???          | ???    | ???    | ???    | ???    |
|               |               |               |               |               |               |             |             |                            |                            |                            |                            |                            |                            |                          |                          |                          |                          |             |             |                |             |            |            |                |                |                |                |                |                |  |  |                |                |                |                |                |                |  |  |               |               |               |               |               |               |              |              |              |              |        |        |        |        |
|               |               |               |               |               |               |             |             |                            |                            |                            |                            |                            |                            |                          |                          |                          |                          |             |             | Yoko Tsuno     | Yoko Tsuno  | Yoko Tsuno | Yoko Tsuno | Yoko Tsuno     | Yoko Tsuno     |                |                |                |                |  |  |                |                |                |                |                |                |  |  |               |               |               |               | Monya Ishida  | Monya Ishida  | Monya Ishida | Monya Ishida | Monya Ishida | Monya Ishida |        |        |        |        |
|               |               |               |               |               |               |             |             |                            |                            |                            |                            |                            |                            |                          |                          |                          |                          |             |             | Yoko Tsuno     | Yoko Tsuno  | Yoko Tsuno | Yoko Tsuno | Yoko Tsuno     | Yoko Tsuno     |                |                |                |                |  |  |                |                |                |                |                |                |  |  |               |               |               |               | Monya Ishida  | Monya Ishida  | Monya Ishida | Monya Ishida | Monya Ishida | Monya Ishida |        |        |        |        |
|               |               |               |               |               |               |             |             |                            |                            |                            |                            |                            |                            |                          |                          |                          |                          |             |             | Rosée du Matin |             |            |            |                |                |                |                |                |                |  |  |                |                |                |                |                |                |  |  |               |               |               |               |               |               |              |              |              |              |        |        |        |        |

### Caractère et passions
Modèle de droiture et fidèle en amitié, elle a de nombreux talents. Polyglotte, elle parle le japonais, le mandarin, le cantonais, l'anglais, le français, l'allemand... Elle sait piloter des avions, planeurs, hélicoptères et motos légères. Elle pratique les arts martiaux : aïkido, karaté, judo, kyudo et pratique aussi la natation, la voile et la plongée. Sa couleur préférée est le jaune. Sa pratique du bouddhisme est illustrée dans plusieurs albums, et lui permet notamment grâce à des techniques de méditation de bloquer l'accès à ses pensées. En tant qu'ingénieur en électronique, Yoko possède de nombreuses connaissances technologiques qui permettent de fournir quelques explications scientifiques aux lecteurs. 
L'album Le Temple des immortels montre le nouveau métier de Yoko, ingénieure du son qui fait des enregistrements.

## Commentaires de l'auteur

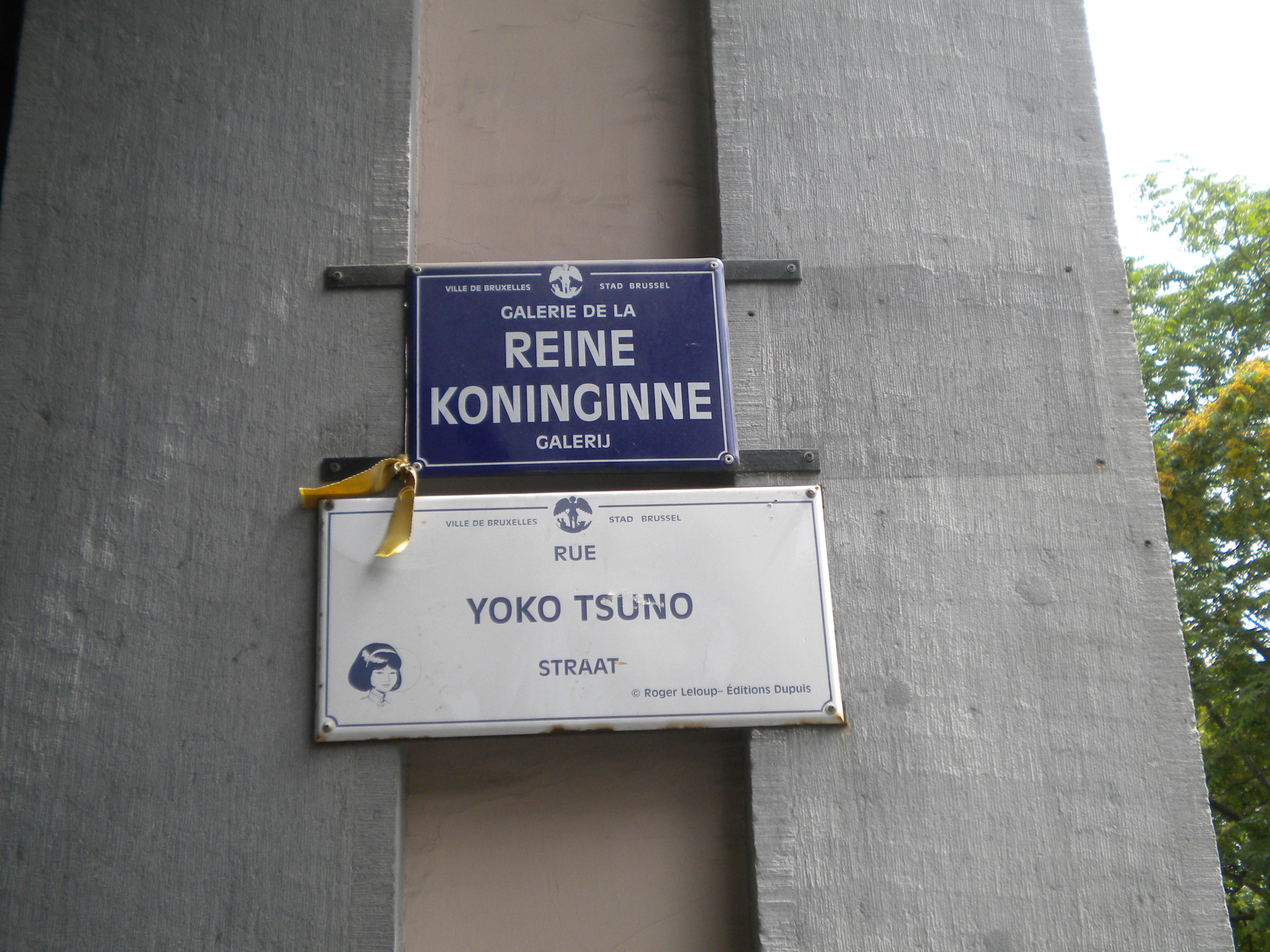
Rue Yoko Tsuno à Bruxelles.

L'auteur de Yoko Tsuno note : « Lorsque j'ai commencé Yoko, […] on ne la connaissait pas, on n'avait pas encore cette confiance en elle. Ce sont les lecteurs qui m'ont porté à aller au-delà de la simple aventure visuelle et de laisser plus transparaître le côté mental de Yoko. Je lui ai ainsi donné graduellement ce côté oriental qui dévoile la pensée par des métaphores. Elle est très occidentalisée, mais elle est tout de même venue avec son kimono et le revêt avec plaisir. Je situe son foyer sur une petite île dont je ne donne pas le nom dans l'album car elle est imaginaire. Je l'ai réutilisée largement en fait plus tard, dans mon roman sur la jeunesse de Yoko, où je l'appelle l'île du Songe. ».
Roger Leloup fera de son héroïne une Japonaise car c'était pour lui le pays asiatique le plus neutre politiquement. Par la suite, il la dotera d'une grand-mère chinoise pour éviter toute « récupération nationaliste ». [réf. nécessaire]

### Inspiration
Pour l'apparence de son héroïne, l'auteur s'est inspiré de Yōko Tani, actrice française d'origine japonaise, et dont les seconds rôles avaient marqué la jeunesse de Roger Leloup.

## Citations
- « [Le sage] a dit : L'océan se noie dans une goutte de tendresse. » (Tome 14, Le Feu de Wotan.)
- « Les formes qui différencient les êtres importent peu si leurs pensées s'unissent pour bâtir un univers. » (Tome 8, Les Titans.)